# Churros

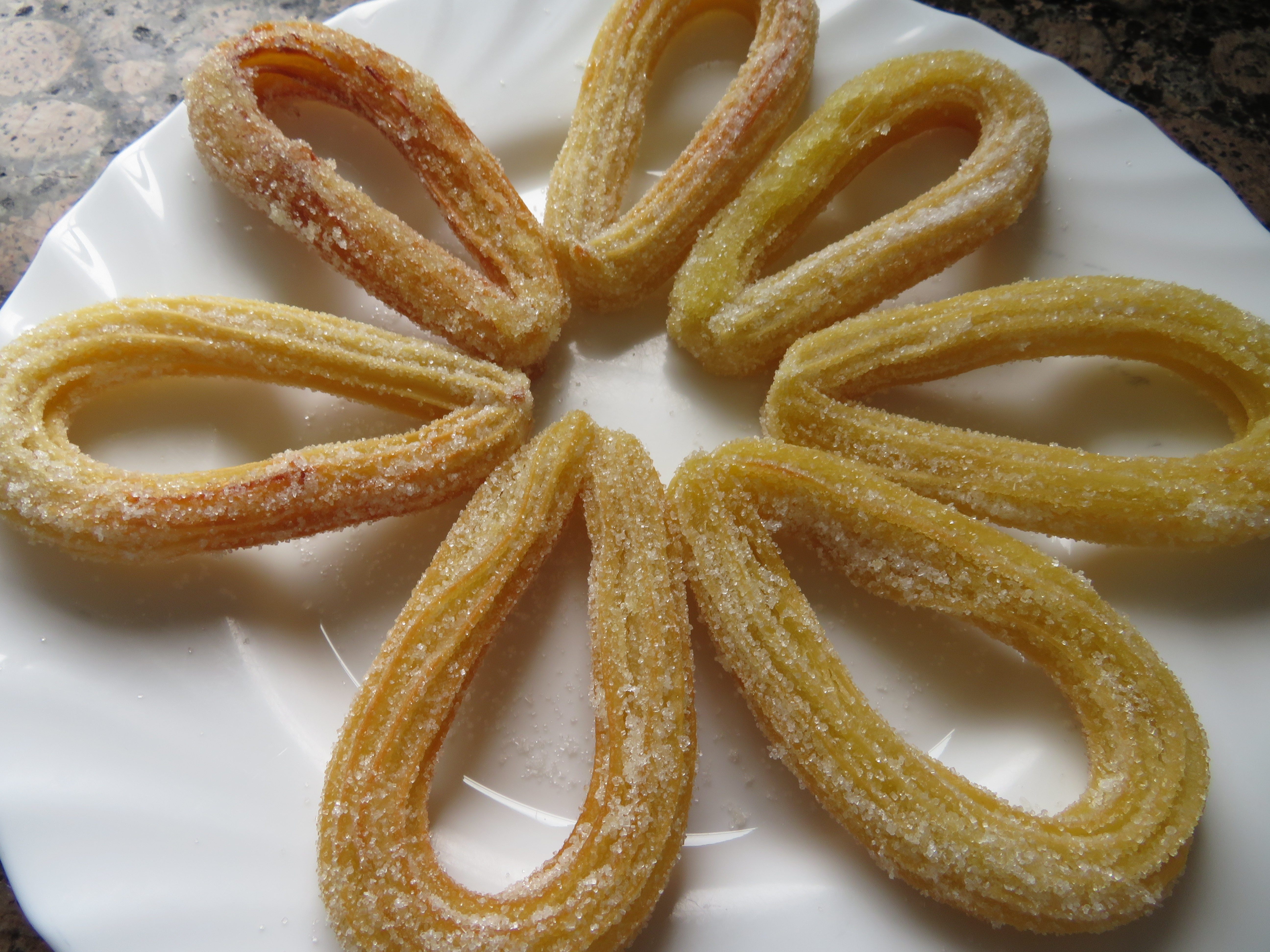
Churros de lazo (Spanien)

En churro eller churros är ett spanskt bakverk där deg baserad på vetemjöl eller potatis spritsas ned i frityrolja. Vanligen används ett stjärnformat tyll för att göra raka, böjda eller runda churros.
I sina moderna varianter kan de innehålla fyllning eller doppade i socker, choklad, crema pastelera eller dulce de leche.
Churros är populära i hela Spanien. Churros med choklad markerade en epok i Madrid på 1920-talet. De har nu spritt sig som frukost eller mellanmål i barer och restauranger. De brukar ätas tillsammans med en kopp varm choklad eller café con leche.
Churros är också populära i Portugal, Latinamerika, Frankrike, Filipinerna, Belgien och några områden i USA.
Tillverkning och försäljning sker i specialiserade lokaler som kallas churrerías, på marknader eller de finns tillgängliga i barerna.

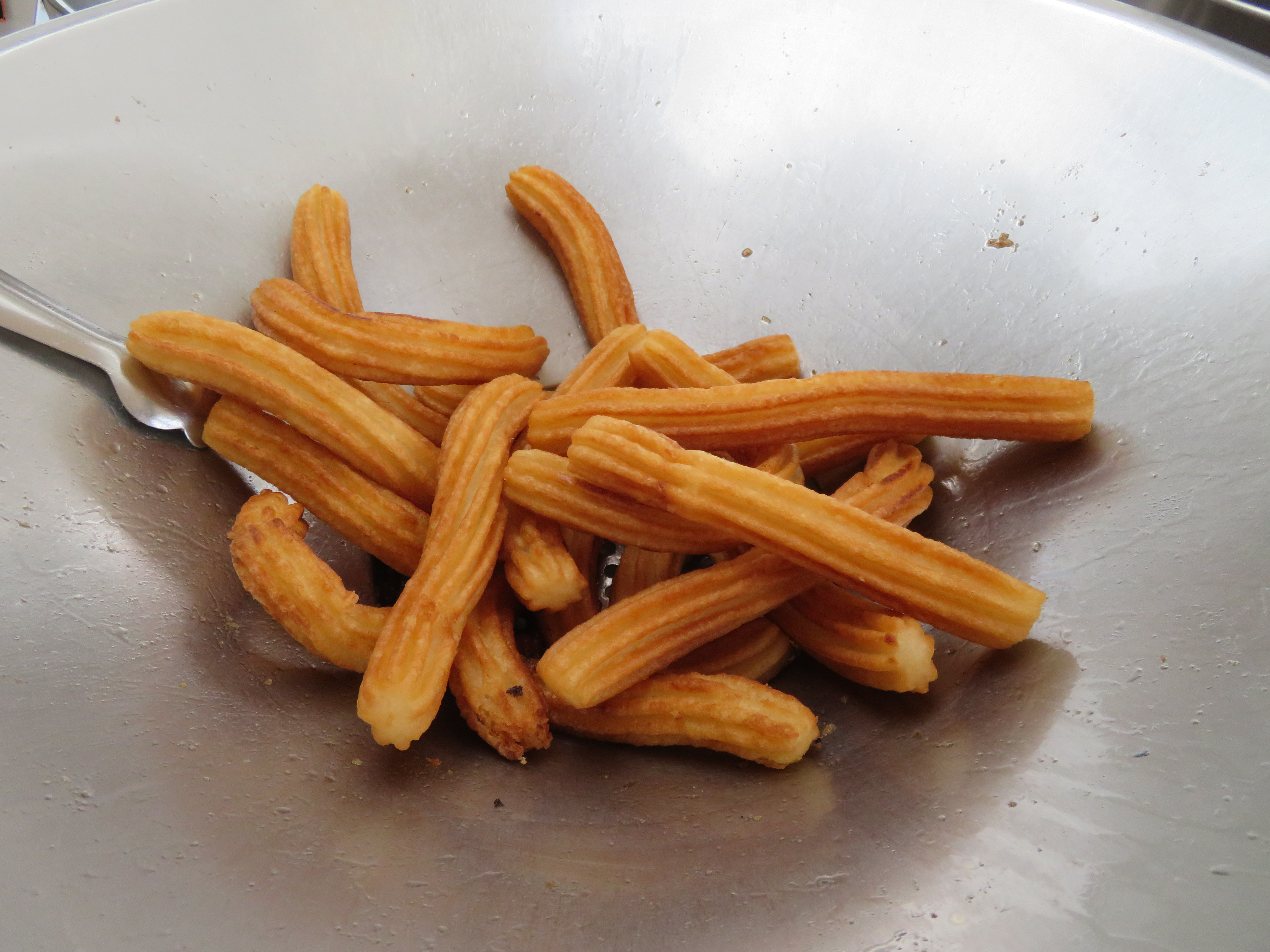
Klassiska churros från churrería (Spanien)

Churros är nära besläktat med amerikanska donuts och portugisiska farturas.